# بارناب
بارناب (به لاتین: Barnab) یک منطقهٔ مسکونی در روسیه است که در داغستان واقع شده‌است.